# William M. McCarty
William Mason McCarty (* um 1789 im Fairfax County, Virginia; † 20. Dezember 1863 in Richmond, Virginia) war ein US-amerikanischer Politiker. In den Jahren 1840 und 1841 vertrat er den Bundesstaat Virginia im US-Repräsentantenhaus.

## Werdegang
William McCarty besuchte zunächst private Schulen und studierte danach in den Jahren 1813 und 1814 am College of William & Mary in Williamsburg. Nach einem anschließenden Jurastudium und seiner Zulassung als Rechtsanwalt begann er in diesem Beruf zu arbeiten. Gleichzeitig schlug er eine politische Laufbahn ein. Im Jahr 1823 saß er im Senat von Virginia. Danach zog er für einige Jahre in das Florida-Territorium. Im Jahr 1826 war er dort geschäftsführender Beamter der Territorialregierung. Ein Jahr später amtierte er für kurze Zeit als Vertreter des Territorialgouverneurs. 1830 kehrte er nach Virginia zurück, wo er im Loudoun County als Anwalt praktizierte. Zwischen 1830 und 1839 war er noch einmal Mitglied des Staatssenats. In den 1830er Jahren schloss er sich der damals gegründeten Whig Party an.
Nach dem Rücktritt des Abgeordneten Charles F. Mercer wurde McCarty bei der fälligen Nachwahl für den 16. Sitz von Virginia als dessen Nachfolger in das US-Repräsentantenhaus in Washington, D.C. gewählt, wo er am 25. Januar 1840 sein neues Mandat antrat. Bis zum 3. März 1841 konnte er dort die laufende Legislaturperiode beenden. Nach dem Ende seiner Zeit im US-Repräsentantenhaus trat William McCarty politisch nicht mehr in Erscheinung. Im Jahr 1852 zog er nach Richmond, wo er am 20. Dezember 1863 starb.